# Skryje (Boemia centrale)
Skryje è un comune della Repubblica Ceca facente parte del distretto di Rakovník, in Boemia Centrale.
Si estende sulle rive del fiume Berounka.